# NGC 5318
NGC 5318 (другие обозначения — UGC 8751, MCG 6-30-96, ZWG 190.63, PGC 49139) — линзообразная галактика (SB0) в созвездии Гончие Псы.
Этот объект входит в число перечисленных в оригинальной редакции «Нового общего каталога».